# Eucereon myrtusa
Eucereon myrtusa är en fjärilsart som beskrevs av Druce 1884. Eucereon myrtusa ingår i släktet Eucereon och familjen björnspinnare. Inga underarter finns listade i Catalogue of Life.